# Bulbophyllum canlaonense
Bulbophyllum canlaonense là một loài phong lan thuộc chi Bulbophyllum.